# Željko Joksimović
Željko Joksimović (serbi: Жељко Јоксимовић)  (Belgrad, 20 d'abril de 1972) és un cantant, compositor, multiinstrumentista i productor serbi. Toca 12 instruments musicals diferents com l'acordió, el piano, la guitarra i la bateria. Joksimović és multilingüe i parla amb fluïdesa el grec, l'anglès, el rus, el polonès i el francès, així com el seu serbi nadiu.
Joksimović, cantant i compositor, ha tingut èxit component per a altres artistes dels Balcans. Ha escrit cinc balades que han representat els seus respectius països al Festival de la Cançó d'Eurovisió: "Lane moje", "Lejla", "Oro", "Nije ljubav stvar" i "Adio". També compon música per a pel·lícules, sèries de televisió i espectacles de teatre. Va representar Sèrbia i Montenegro al Festival de la Cançó d'Eurovisió 2004 amb la cançó "Lane moje", quedant segon i amb la cançó "Nije ljubav stvar", en tercer lloc.

## Carrera

### Inicis
Željko Joksimović va néixer el 20 d'abril de 1972 a Belgrad, a l'ex Iugoslàvia. Es va criar a la ciutat de Valjevo. El seu primer èxit internacional va ser a l'edat de 12 anys, quan va guanyar el títol de primer acordió d'Europa al prestigiós festival de música a París. Es va graduar a la Universitat de Música de Belgrad en Filologia i Pedagogia de la música i va llançar la seva carrera musical professional el 1997. El 1998 va guanyar un concurs al festival de la cançó Mediterrània amb la cançó "Pesma Sirena", que va donar lloc a oportunitats per actuar a més prestigiosos festivals de Belarús. El músic serbi va guanyar el premi "Grand Prix" a dos festivals al país.

### 1999–2003:Amajlija,Rintami111
El jove cantant va ser promocionat com a artista folk i pop. El seu primer àlbum d'estudi, titulat Amajlija, incloïa "Pesma Sirena" juntament amb altres set temes. El seu primer gran èxit va ser amb el senzill "7 godina", escrit per ell mateix i Leontina Vukomanović. La cançó va arribar al número 1 de les llistes de música pop sèrbia i es va fer molt popular a altres països de l'antiga Iugoslàvia.
El 1999 va guanyar el seu primer gran premi en convertir-se en el guanyador del Gran Premi del Festival Internacional de les Arts Slavianski Bazaar a Vitebsk, Belarús.
L'any 2001, Joksimović va llançar el seu segon àlbum d'estudi Vreteno que porta el nom d'una cançó de l'àlbum. Altres temes de l'àlbum inclouen "Rintam", "Balada", "Gadura" i el duet amb Haris Džinović "Šta će meni više od toga".
111 es va publicar l'any 2002, pujant al número 1 a les llistes pop de Sèrbia i altres països de la regió. Algunes de les cançons incloses eren "Varnice", "Zaboravljaš" i "Karavan".

### 2004: Festival de la Cançó d'Eurovisió 2004

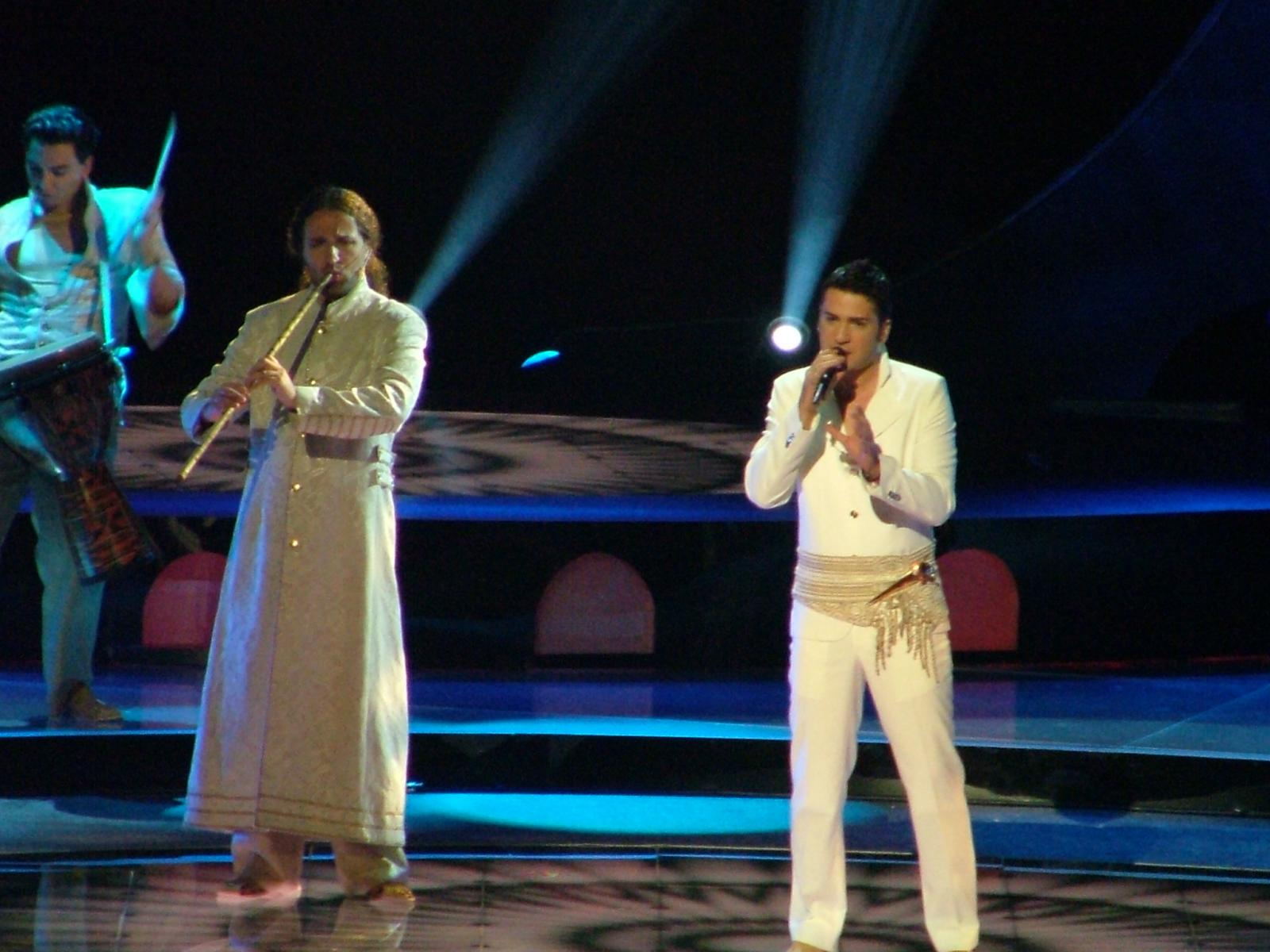
Joksimović interpretant "Lane Moje" per Sèrbia i Montenegro al Festival de la Cançó d'Eurovisió 2004 en Istanbul, Turquia.

Sèrbia i Montenegro, enviant un participant per primera vegada al Festival de la Cançó d'Eurovisió 2004, va decidir el seu representant a través d'Evropesma 2004, un festival i concurs de música a Sèrbia i Montenegro. Joksimović va guanyar el concurs amb "Lane Moje", composta pel mateix Željko, juntament amb la lletrista Leontina Vukomanović.
A la semifinal, Joksimović va quedar primer. No obstant això, a la final va quedar segon darrere de la cantant ucraïnesa Ruslana, però va rebre el "Premi Marcel Bezencon Press" (Premi al millor compositor). "Lane Moje" va ser el senzill més venut a Sèrbia i Montenegro.
La cançó s'ha fet popular entre molts fans d'Eurovisió i sovint es considera una de les millors cançons no guanyadores.

### 2008–2011: allotjament d'Eurovisió iLjubavi

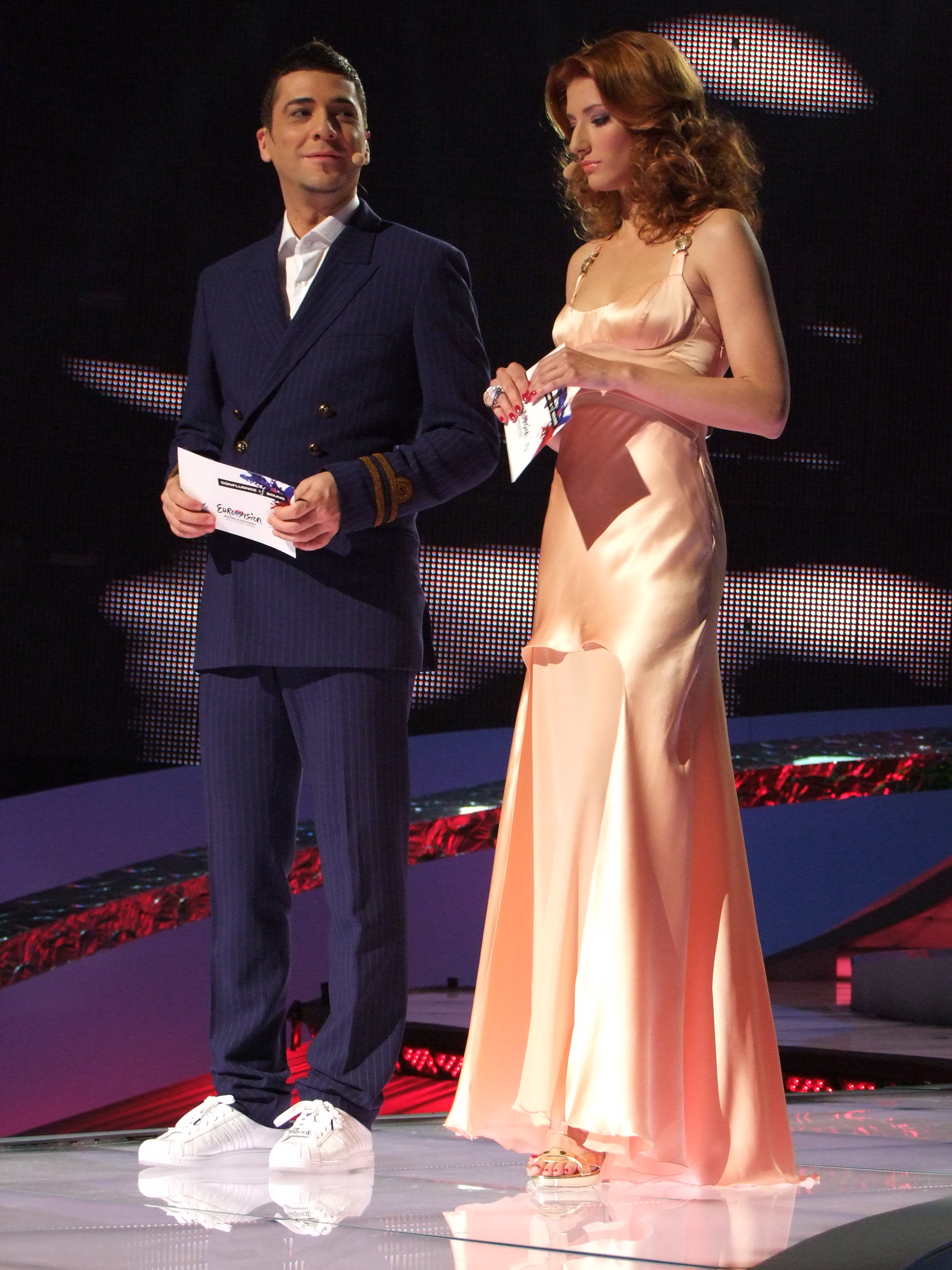
Željko Joksimović juntament amb Jovana Janković durant la primera semifinal de Festival de la Cançó d'Eurovisió 2008.

A principis de 2008, Željko Joksimović va compondre una cançó que va ser interpretada per Jelena Tomašević a la final nacional sèrbia per a la selecció de cançons d'Eurovisió, Beovizija 2008, anomenada "Or". La cançó és una balada popular amb elements tradicionals serbis. Com que el Festival de la Cançó d'Eurovisió 2007 ha estat guanyat per Sèrbia, el concurs d'aquell any va arribar al país. El 24 de març de 2008, els organitzadors d'Eurovisió 2008 RTS van anunciar que juntament amb Jovana Janković acolliria el Festival de la Cançó d'Eurovisió 2008 a Belgrad, donant-li dos papers al concurs. La cançó de Tomašević va acabar en la 6a posició en 25 països a la final. La cançó va arribar sis amb 160 punts, i OGAE Grècia la va classificar com la seva preferida de l'any.
Després d'un any de pausa musical, va llançar el seu cinquè àlbum d'estudi anomenat Ljubavi (2009) per la producció de Minacord i City Records. "Ljubavi" també és el nom del senzill pilot de l'àlbum. El senzill té un gran èxit a Sèrbia i els països veïns. A principis de 2010 va llançar el segon senzill de l'àlbum anomenat "Žena Za Sva Vremena".
El 12 de juny de 2010 va fer el seu concert més gran fins ara. Es va celebrar a l'estadi Asim Ferhatović Hase de Sarajevo, Bòsnia i Hercegovina, amb capacitat per a 37.500 persones, encara que l'assistència als concerts es pot ampliar fins a arribar a unes 80.000, davant de més de 40.000 persones.

### 2012: tornada d'Eurovisió
Joksimović va representar Sèrbia al Festival de la Cançó d'Eurovisió 2012 a Bakú, Azerbaidjan. La cançó es deia "Nije ljubav stvar" composta i interpretada per Joksimović. La lletra és de Marina Tucaković i Miloš Roganović. La versió anglesa de la cançó anomenada "Synonym" de Ljilja Jorgovanović. Els arranjaments d'ambdues versions els van fer Željko Joksimović i Alek Alekov. La postproducció i el mastering van ser realitzats per James Cruz, un enginyer de masterització d'àudio guardonat al seu estudi de Nova York. La cançó va ser un gran èxit, va acabar en tercer lloc.
Es va casar amb Jovana Janković el gener de 2012.

### 2015: Festival de la Cançó d'Eurovisió 2015
Željko Joksimović va ser convidat per RTCG per compondre una cançó per a Knez que va representar Montenegro al Festival de la Cançó d'Eurovisió 2015 a Viena, Àustria. Joksimović va compondre la cançó Adio i la cançó té tres versions, en serbi, francès i anglès. Les lletres en serbi estan escrites per Marina Tucaković i Dejan Ivanović, mentre que la versió en anglès està signada per les compositores sueques Nicole Rodriguez, Tami Rodriguez i la sèrbia Milica Fajgelj i Dunja Vujadinović.

## Discografia[calcitació]

### Àlbums d'estudi
- 1999 Amajlija [City Records]
- 2001 Rintam [City Records]
- 2002 111 [Registres de la ciutat]
- 2005 Ima nešto u tom što me nećeš [Rècords de la ciutat]
- 2009 Ljubavi [Minacord]
- 2015 Zvezda [Minacord]

### Àlbums en directe
- 2008 Beogradska Arena Live [Minacord Records]
- 2017 Dva Sveta - Koncert Sava Centar (Live) [Minacord Records]

### Recopilacions
- 2003 El millor de Željko Joksimović
- Col·lecció Platí 2007
- Col·lecció Ultimate 2010

### Solters
- 2004 Leđa o leđa [City Records]
- 2004 Lane moje CD+DVD [PGP RTS]
- 2004 Lane moje/Goodbye (maxi-single) [Warner Music Group]
- 2005 Visc la meva vida per tu (amb Tamee Harrison ) [Warner Music]
- 2007 Devojka [Minacord]
- 2007 Nije do mene [Minacord]
- 2008 Ono naše što nekad bejaše [Minacord]
- 2010 Dođi sutra [Minacord]
- 2012 Nije ljubav stvar [Minacord]
- 2013 Ludak kao ja [Minacord]
- 2015 Ranjena zver [Minacord]
- 2017 Milimetra [Minacord]
- 2018 Ponelo me [Minacord]
- 2018 Menjaj pesmu [Minacord]
- 2019 Možda je to ljubav [Minacord]

### Duets
- 2001 Haris Džinović – Šta će meni više od toga
- 2004 Dino Merlin – Supermen
- 2005 Tamee Harrison - Visc la meva vida per tu
- 2012 Samuel Cuenda " Su amor me venció "
- 2009 Miligram - Libero
- 2014 Daniel Kajmakoski – Skoplje - Beograd
- 2014 Toni Cetinski – Zabluda
- 2018 Emina Jahović – Dva aviona

### Bandes sonores
- 2005 "Ivkova slava", (Željko Joksimović, Jelena Tomašević i Nikola Kojo) [Minacord – City Records]
- 2009 "Ranjeni Orao" [Minacord – City Records]

### Altres obres
- 2003 Toše Proeski – Cançó: Cija Si – Compositor: Željko Joksimović, Àlbum: Den Za Nas / Dan Za Nas
- 2005 Nava Medina – Cançó: Malah Shomer – Compositor: Željko Joksimović
- 2005 Jelena Tomasevic – Cançó: Jutro – Compositor: Željko Joksimović, Àlbum: Oro [PGP -RTS]
- 2006 Hari Mata Hari – Cançó: Lejla – Compositor: Željko Joksimović, Àlbum: Lejla [BiH]
- 2009 Halid Bešlić - Cançó: "Miljacka" - Compositor: Željko Joksimović, Àlbum: Halid 08 Bešlić
- 2008 Jelena Tomasevic – Cançó: Oro – Compositor: Željko Joksimović, Àlbum: Oro [PGP -RTS]
- 2008 Eleftheria Arvanitaki – Cançó: To Telos mas Des – Compositor: Željko Joksimović, Àlbum: Mirame Universal Music
- 2008 Melina Aslanidou – Cançó: Poso – Compositor: Željko Joksimović, Àlbum: Best of – Sto dromo Sony BMG
- 2008 Cançó: Nikola Tesla (Instrumental)  – Compositor: Željko Joksimović feat. Jelena Tomašević Àlbum: Balkan Routes vol.1:Nikola Tesla [Protasis]
- 2011 Lepa Brena – Cançó: Biber – Compositor: Željko Joksimović
- 2011 Lepa Brena – Cançó: Ne bih bila ja – Compositor: Željko Joksimović
- 2013 Saša Kapor – Cançó: Hotel Jugoslavija – Compositor: Željko Joksimović
- 2014 Knez – Cançó: Adio – Compositor: Željko Joksimović